# Sasko-lauenburský palác
Sasko-lauenburský palác je označení užívané pro dvojici původně renesančních domů na pražských Hradčanech na Hradčanském náměstí, č. 63/9 (Rožmberský dům) a 62/10 (Kapitulní archiv). Oba domy jsou chráněny jako kulturní památky. Jednotícím prvkem budov je téměř shodná fasáda jejich průčelí po přestavbě z let 1726–1727.

## Historie

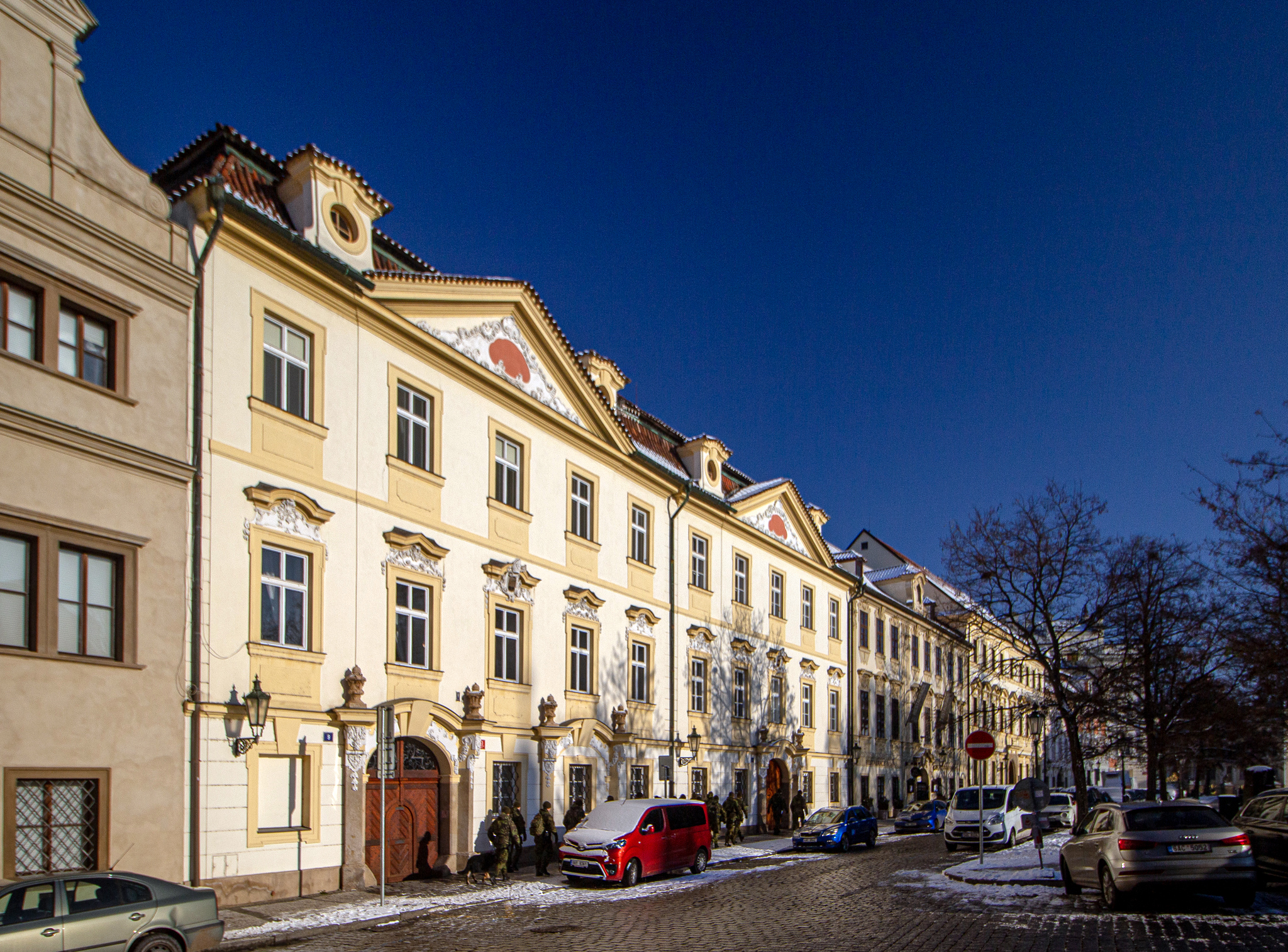
Sasko-lauenburský palác v prosinci 2022

Oba domy byly stavebně spojeny po roce 1552. Ze středověké zástavby se zachovaly pouze gotické valeně klenuté sklepy v hloubkovém uspořádání v pravé části dnešní parcely. Někdejší středověká parcela přiléhala vzadu k hradební zdi a je do ulice zastavěna dvoupatrovým řadovým domem s patrovými dvorními křídly. 
Budova vlevo (č. 63/9), nazývaná někdy také Rožmberský dům, Kolovratský palác nebo Kapitulní či Kanovnický dům, patřila ve 14. století Rožmberkům, kteří ji po požáru roku 1451 nechali znovu postavit renesančně. Koncem 16. století získali budovu Kolovratové, za nichž vznikla bohatá sgrafitová výzdoba zachovaná v nádvoří.
Budova vpravo (č. 62/10), sama někdy označovaná jako Sasko-lauenberský dům nebo i jako Kapitulní archiv, je v základech gotický dům, ve kterém žil od roku 1372 až do své smrti v roce 1399 stavitel Petr Parléř. Kolem roku 1596 byly obě budovy přestavěny na třípodlažní renesanční palác.
V roce 1632 získal palác sňatkem s Annou Magdalénou rozenou z Lobkovic, vdovou po Zbyňku Novohradském z Kolovrat, Julius Jindřich Sasko-lauenburský. V roce 1717 byl prodán pražské metropolitní kapitule, poté byly obě budovy v roce 1737 upraveny pražským stavitelem A. V. Spannbruckerem barokně a jejich fasády byly sjednoceny.